# Szaruszava Sigeru
Szaruszava Sigeru (Hirosima, 1960. január 30. –) japán válogatott labdarúgó.

## Nemzeti válogatott
A japán U20-as válogatott tagjaként részt vett az 1979-es ifjúsági labdarúgó-világbajnokságon.